# David Farrar
David Farrar (21 de agosto de 1908 – 31 de agosto de 1995) fue un actor teatral y cinematográfico de nacionalidad británica.

## Biografía
Nacido en Londres, Inglaterra, tras una breve experiencia en el periodismo, en 1932 Farrar comenzó su carrera atrtística como actor teatral, debutando en 1937 en la gran pantalla con un papel sin créditos en el film Return of a Stranger (1937).
Siguieron unos cuantos más papeles menores, como en Went the Day Well? (1942), de Alberto Cavalcanti, producción de los Estudios Ealing, y They Met in the Dark (1943), un thriller interpretado por James Mason. Con The Night Invader (1943), Farrar hizo uno de sus primeros papeles protagonistas, el del agente británico Dick Marlow, mientras que fue dirigido por Charles Crichton en For Those in Peril (1944), film semidocumental sobre el esfuerzo británico en la Segunda Guerra Mundial.
Farrar fue uno de los actores más habituales de las películas bélicas inglesas de la primera mitad de los años 1940, empezando a cambiar de registro en 1945, cuando interpretó la figura del detective Sexton Blake en dos filmes consecutivos, Meet Sexton Blake (1945) y The Echo Murders (1945). En 1947 el actor se impuso de manera definitiva gracias a su papel de Mr. Dean en Narciso negro (1947), junto a Deborah Kerr y Kathleen Byron, siendo la primera ocasión en que le dirigían los maestros británicos Michael Powell y Emeric Pressburger. El actor fue alabado por el público y por la crítica por su viril e intensa interpretación, rica de sensibilidad y expresividad, convenciendo a Powell y Pressburger para ofrecerle otros dos papeles, el del experto en explosivos Sammy Rice en The Small Back Room (1949), y el de Jack Redding, junto a Jennifer Jones, en Gone to Earth (1950).
Mientras tanto, Farrar había vuelto a actuar para los Estudios Ealing con Frieda (1947), un melodrama realizado por Basil Dearden, que dirigió nuevamente al actor en Cage of Gold (1950), un film en el cual participaba Jean Simmons. Al siguiente año Farrar empezó a trabajar en producciones estadounidenses, como en The Golden Horde (1951) y The Black Shield of Falworth (1954), filmes en los cuales era el malvado. Participó también en una importante película italiana en episodios, I vinti (1952), bajo la dirección de Michelangelo Antonioni. 
En los años 1950 siguió actuando, principalmente en filmes de aventuras, como Lilacs in the Spring (1954), en el papel de Carlos II de Inglaterra, Escape to Burma (1955) y The Sea Chase (1955), cinta en la que fue antagonista de John Wayne.
De nuevo en Inglaterra, interpretó al inspector Craig en Lost (1956), trabajando de nuevo para Powell y Pressburger en La batalla del Río de la Plata (1956), film bélico en el cual fue narrador. Su trayectoria en Hollywood se prolongó con la cinta de aventuras John Paul Jones (1959), en la cual encarnaba a John Wilkes actuando junto a Bette Davis y Robert Stack. También rodó la película Salomón y la reina de Saba (1959), con Gina Lollobrigida y Yul Brynner, en el papel del faraón Siamón. En Beat Girl (1960) fue el padre de la protagonista (Gillian Hills), mientras que en la colosal El león de Esparta (1962) fue el rey Jerjes I. Fue su última actuación en el cine. 
El actor, con poco más de cu¡incuenta años, se retiró a la vida privada, dejando al cine británico privado de un intérprete carismático y vigoroso. Tras la muerte de su esposa, Irene Elliot (con la que se había casado en 1929), en 1976 el actor fue a vivir con su hija a Sudáfrica, donde permaneció hasta el momento de su muerte, ocurrida en el año 1995, 10 días después de cumplir los 87 años de edad. Sus restos fueron incinerados, y las cenizas esparcidas en el mar.

## Filmografía
- Return of a Stranger, de Victor Hanbury (1937)
- Silver Top, de George King (1938)
- A Royal Divorce, de Jack Raymond (1938)
- Sexton Blake and the Hooded Terror, de George King (1938)
- Q Planes, de Tim Whelan y Arthur B. Woods (1939)
- Goofer Trouble
- Danny Boy, de Oswald Mitchell (1941)
- Sheepdog of the Hills, de Germain Burger (1941)
- Penn of Pennsylvania, de Lance Comfort (1942)
- Suspected Person, de Lawrence Huntington (1942)
- Went the Day Well?, de Alberto Cavalcanti (1942)
- The Dark Tower, de John Harlow (1943)
- They Met in the Dark, de Carl Lamac (1943)
- Headline, de John Harlow (1944)
- The Night Invader, de Herbert Mason (1943)
- For Those in Peril, de Charles Crichton (1944)
- The Hundred Pound Window, de Brian Desmond Hurst (1944)
- The World Owes Me a Living, de Vernon Sewell (1945)
- Meet Sexton Blake, de John Harlow (1945)
- The Echo Murders, de John Harlow (1945)
- The Trojan Brothers, de Maclean Rogers (1946)
- Lisbon Story, de Paul L. Stein (1946)
- Narciso negro, de Michael Powell y Emeric Pressburger (1947)
- Frieda, de Basil Dearden (1947)
- Mr. Perrin e Mrs. Traill, de Lawrence Huntington (1948)
- The Small Back Room, de Michael Powell y Emeric Pressburger (1949)
- Diamond City, de David MacDonald (1949)
- Cage of Gold, de Basil Dearden (1950)
- Gone to Earth, de Michael Powell y Emeric Pressburger (1950)
- The Late Edwina Black, de Maurice Elvey (1952)
- Night Without Stars, de Anthony Pelissier (1951)
- The Golden Horde, de George Sherman (1951)
- The Wild Heart, de Michael Powell y Emeric Pressburger (1952)
- Portrait of Peter Perowne, de Wolf Rilla (1952)
- I vinti, de Michelangelo Antonioni (1953)
- Duel in the Jungle, de George Marshall (1954)
- The Black Shield of Falworth, de Rudolph Maté (1954)
- Lilacs in the Spring, de Herbert Wilcox (1954)
- Escape to Burma, de Allan Dwan (1955)
- The Sea Chase, de John Farrow (1955)
- Pearl of the South Pacific, de John Farrow (1955)
- Lost, de Guy Green (1956)
- La batalla del Río de la Plata, de Michael Powell y Emeric Pressburger (1956)
- Woman and the Hunter, de George P. Breakston (1957)
- I Accuse!, de José Ferrer (1958)
- Son of Robin Hood, de George Sherman (1958)
- Beat Girl, de Edmond T. Gréville (1960)
- Regreso a las minas del rey Salomón, de Kurt Neumann (1959)
- John Paul Jones, de John Farrow (1959)
- Salomón y la reina de Saba, de King Vidor (1959)
- The Webster Boy, de Don Chaffey (1962)
- El león de Esparta, de Rudolph Maté (1962)